# Outis
Oudis (del griego οὔδις «ningún hombre», «nadie»), es un término empleado por Homero en el IX canto de la Odisea.
Según el texto, al llegar los marineros aqueos a la cueva de Polifemo, Odiseo dio a beber al cíclope un vino muy fuerte. Al preguntarle este su nombre, Ulises dijo llamarse Outis. Tras atravesarle el ojo con una lanza y huir, oyeron cómo el desdichado Polifemo empezó a gritar a los demás cíclopes que «Nadie» lo había herido, por lo que entendieron que se había vuelto loco, llegando a la conclusión de que había sido maldito por un dios, y por tanto no intervinieron.

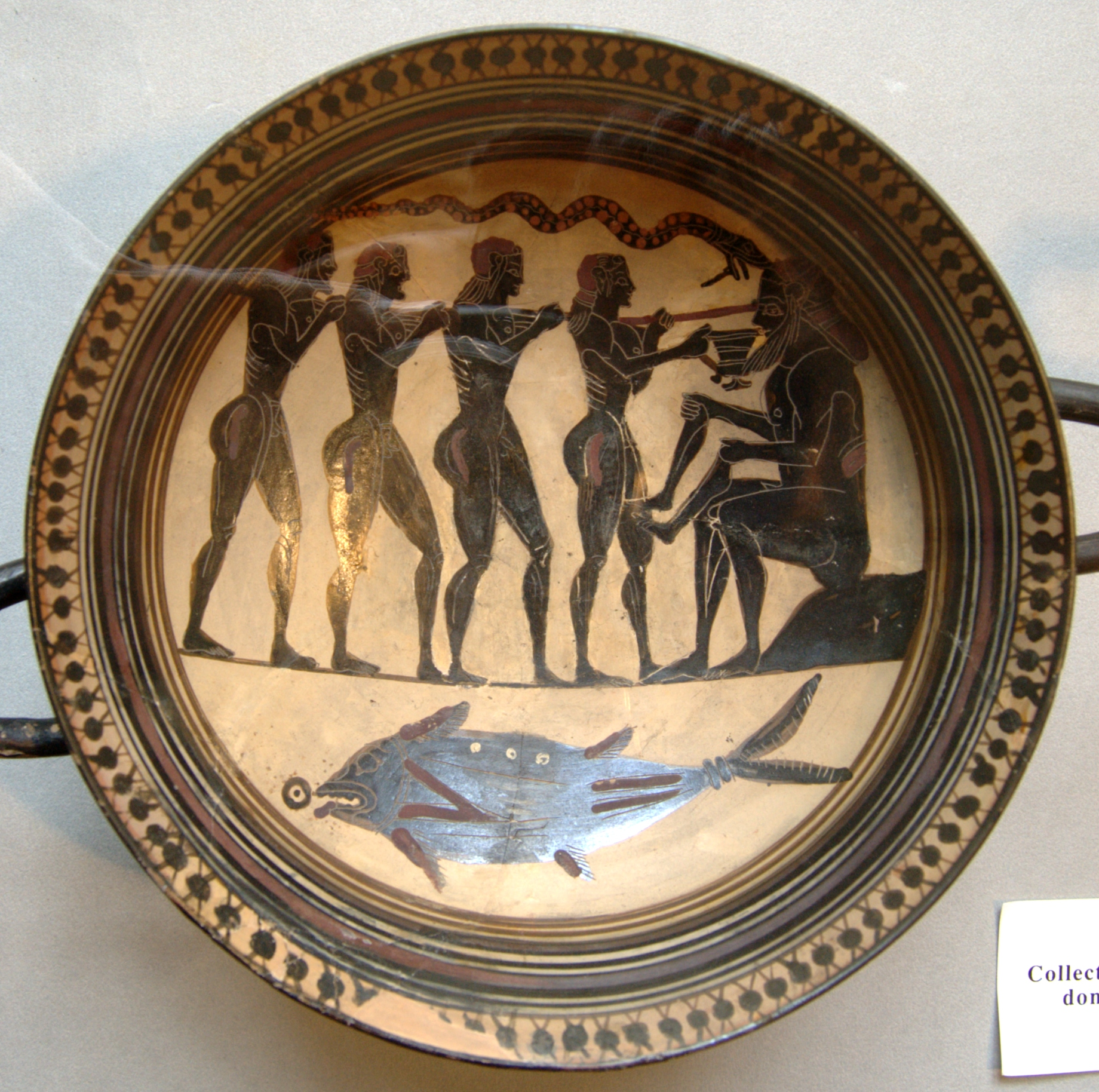
Odiseo cegando al cíclope. Laconia, 565–560 AC

El nombre ha sido utilizado repetidas veces como pseudónimo, y Luciano Berio escribió un breve dramma in musica llamado Outis.